# قرار مجلس الأمن التابع للأمم المتحدة رقم 149
قرار مجلس الأمن التابع للأمم المتحدة رقم 149، الذي اعتمد بالإجماع في 23 أغسطس 1960، بعد النظر في طلب جمهورية فولتا العليا (الآن بوركينا فاسو) للانضمام إلى عضوية الأمم المتحدة، أوصى المجلس الجمعية العامة بقبول جمهورية فولتا العليا.